# Bernhard Welz (Chemiker)
Bernhard Welz  (* 5. Oktober 1936 in Augsburg; † 3. Juni 2018 in Florianópolis, Brasilien) war ein deutscher Chemiker, der in Brasilien als Chemieprofessor arbeitete. Er war Autor zahlreicher Publikationen im Gebiet Atomabsorptionsspektrometrie (AAS).

## Leben
Bernhard Welz studierte Chemie an der TU-München und promovierte später an der Universität Stuttgart, wo er 1966 den akademischen Grad Dr. rer. nat. erhielt. Zwischen 1967 und 1998 war er unter anderem als Analytiker und Forschungsleiter im Gebiet Atomspektrometrie bei der Firma PerkinElmer (Überlingen) tätig.
Welz nahm 1999 einen Ruf als Gastprofessor der Universidade Federal de Santa Catarina (UFSC) an und wohnte seitdem in Florianópolis (Brasilien), wo er Instrumentelle Analytik und AAS lehrte.
Welz war Mitglied der
- Society for Applied Spectroscopy (SAS);
- Brazilian Chemical Society (SBQ);
- Gesellschaft Deutscher Chemiker (GDCh).

Er war außerdem Mitglied des Herausgeberrates der Zeitschriften Spectrochimica Acta Part B, Journal of Trace Elements in Medicine and Biology und Talanta.

## Auszeichnungen (Auswahl)
- 1982 – Senior Scientist (PerkinElmer)
- 1988 – Jana Marcus Marci Medal (Czechoslovak Spectroscopic Society)
- 1988 – Pergamon/Spectrochimica Acta Atomic Spectroscopy Award[7]
- 2006 – Clemens-Winkler-Medaille (GDCh)[8]

## Werke & Publikationen (Auswahl)
- Atomspektrometrische Spurenanalytik (Herausgeber), Wiley-VCH 1998, 564 S., Deutsch, 4. Aufl., ISBN 3-527-26027-7.
- High-Resolution Continuum Source AAS (Koautor), Wiley-VCH 2006, 296 S., Englisch, ISBN 3-527-60637-8.
- Atomabsorptionsspektrometrie (Koautor), Wiley-VCH 2012, 1020 S., Deutsch, 4. Aufl., ISBN 3-527-66090-9.